# 施泰因胡德湖
52°28′N 9°20′E / 52.467°N 9.333°E

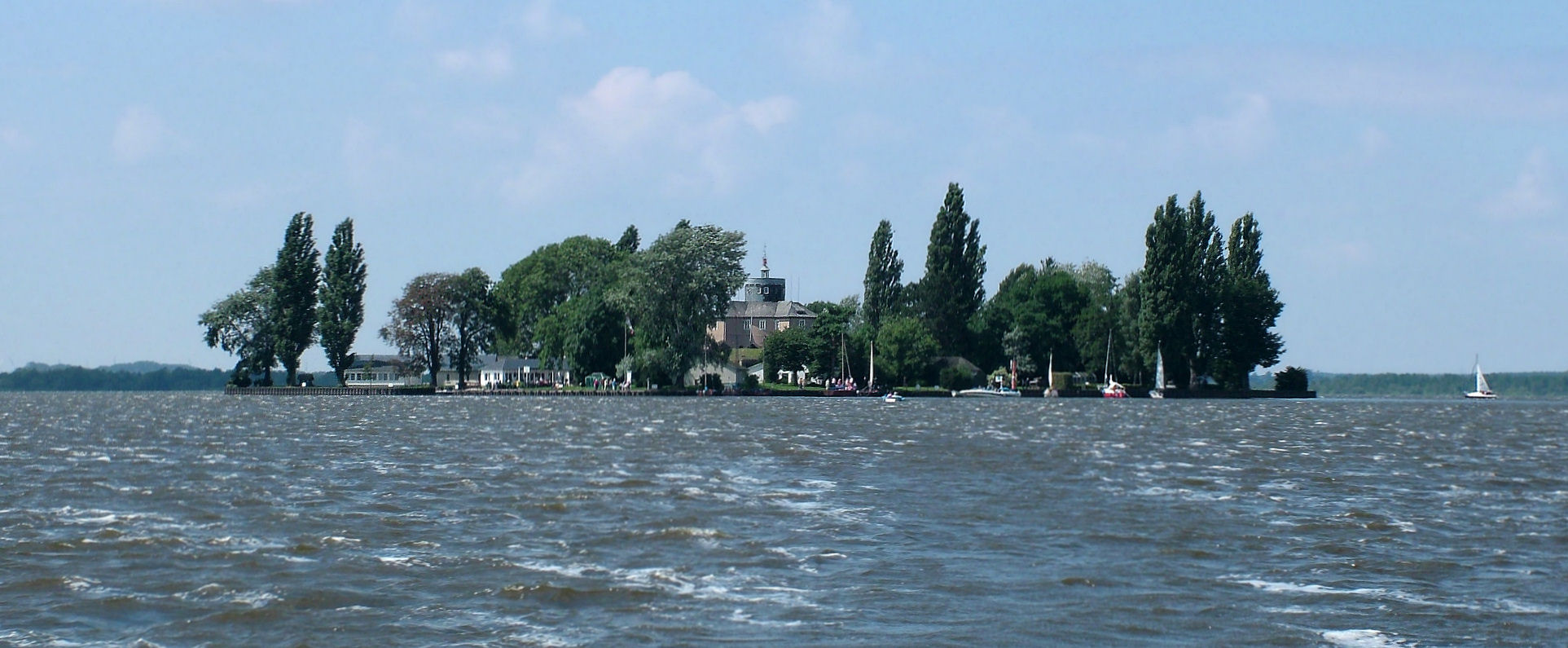

施泰因胡德湖是德國的湖泊，由下薩克森負責管轄，長8公里、寬4.5公里，面積29.12平方公里，平均水深1.35米，最大水深3米，蓄水量0.088立方公里，湖中有兩座島嶼。

## 外部連結
- Steinhuder Meer Nature Park （页面存档备份，存于）